# Stenotarsus brevicollts
Stenotarsus brevicollts is een keversoort uit de familie zwamkevers (Endomychidae). De wetenschappelijke naam van de soort werd in 1832 gepubliceerd door Josef Anton Maximilian Perty.